# Xylocopa mendozana
Xylocopa mendozana är en biart som beskrevs av Günther Enderlein 1913. Xylocopa mendozana ingår i släktet snickarbin, och familjen långtungebin. Inga underarter finns listade i Catalogue of Life.